# La Grigonnais

La Grigonnais este o comună în departamentul Loire-Atlantique, Franța. În 2009 avea o populație de 1,507 de locuitori.